# ネイサン・ベッドフォード・フォレスト
ネイサン・ベッドフォード・フォレスト（英:Nathan Bedford Forrest、1821年7月13日-1877年10月29日）は、アメリカ連合国軍（南軍）中将である。南北戦争中には自ら編み出した戦術を用いる革新的騎兵指導者として、さらに戦後は南部における軍隊による占領と統治に反対した、クー・クラックス・クランの結成者としての双方で記憶されている。
戦中の騎兵および軍隊の指揮官としてのフォレストは、南北戦争中の特別な人物の一人でもある。両軍の中でも、1兵卒として入隊し、戦争の終りまでには将軍にまで昇進したという経歴は数少ない。フォレストは機動部隊の新しい原理を確立し、「サドルの魔術師」という異名で呼ばれることもあった。
ピロー砦の戦いでは、北軍の武装していない黒人捕虜を虐殺した部隊を率いていたとして戦争犯罪で告発されたが、最終的には証言の矛盾により、連邦議会の場で無罪を言い渡された 。
戦後、フォレストは、クー・クラックス・クランの初代グランド・ウィザード（最高指導者）兼グランド・ドラゴン（州の統括者）として、レコンストラクション政策と連邦軍の占領に抵抗した。
後にクー・クラックス・クランは非愛国的で過激になったとして、その解体のために働いた。

## 生涯

### 初期の経歴
フォレストはテネシー州チャペルヒルの貧しい家庭に生まれた。鍛冶屋ウィリアム・フォレストがミリアム・“マッディ”・ベックとの間にもうけた12人の子のうち最初の子だった。父の死後、17歳で家長となった。1841年、叔父と共にミシシッピ州ヘルナンドで事業を始めた。叔父はそこでマトロック兄弟との口論中に殺された。フォレストは自分の2連発銃で叔父を殺した相手のうち2人を殺し、投げつけられたナイフを使い、さらに2人を切りつけた。皮肉なことに、負傷した者の一人は生き残り、南北戦争の時にフォレストの下で従軍した。
その後のフォレストは商売に成功し、テネシー州メンフィスのアダムズ通りに本拠をおく実業家、幾つかのプランテーションを所有する農園主、奴隷所有者および奴隷貿易業者となった。1858年、メンフィス市の市会議員に選ばれた。
母親を養い、弟達を大学に通わせながら、1861年に南北戦争が始まる時までに、百万長者になり、南部でも最も富裕な者の一人となった。
後の死亡記事に拠れば、南北戦争以前のフォレストは、
- メンフィスの相場師で、ミシシッピのギャンブラーとして良く知られており、時にはメンフィスとビックスバーグを結ぶ船の船長を務めたこともあった。プランテーション投機で財産が増えるにつれ、ビックスバーグの上流グッドリッチ・ランディングから遠くない所に2つのプランテーションの名義上の所有者になり、そこで数百人以上の奴隷を働かせた。
- 知人達には出自のはっきりしない人付き合いの悪い男、鋭敏な投機家、黒人貿易業者で勝負師で、活力的で蛮勇の持ち主であると知られてもいた[7]。

とされている。

### 軍歴
南北戦争が始まると、フォレストはテネシー州に戻り南軍に兵卒として入隊した。1861年7月14日、テネシーライフル騎兵連隊のJ・S・ホワイト大尉の"Q"中隊に配属された。
フォレストは、南軍の装備が貧相なのを見て、自分の金でテネシー志願兵の連隊に馬と装備を購入することを申し出た。
上官や州知事は、フォレストのような裕福で著名な者が兵卒として入隊したことに驚いた。特に農園主は従軍を免除されていたからなおさらだった。上官たちはフォレストを大佐に任命し、1861年10月、自身の連隊「フォレスト・テネシー騎兵大隊」の指揮を任された。フォレストはそれまでは正式な軍隊の訓練や経験が無かったが、訓練に励み、高い指導力と戦術に対するセンスで、フォレストは模範的な士官となった。テネシー州では、州がアメリカ連合国に加わるべきかについて大衆の間でも多くの議論があり、北軍も南軍も積極的にテネシー人を徴兵しようとしていた。
フォレストは戦いたいという兵士を求め、「ヤンキーを殺す機会をたっぷりと」与えると約束した。
フォレストの体格は6フィート2インチ (1.88 m)、210ポンド (95 kg) あり、当時としては人目を引き、威圧的であった。優れた騎手であり、サーベルの名手でもあったフォレストは、大きな効果を上げた（その重いサーベルの頂部と底部両方を研いで刃にしていたと伝えられる）。
当時の記録から、フォレスト自ら33人以上の者を、そのサーベル、拳銃およびショットガンで殺したと推計されている。
南北戦争が始まったときに、フォレストは自分の44人の奴隷達に、彼に従って南軍に従軍するならば自由を与えると言い、44人全員が彼に従った。後に1人は脱走したが、残り43人は戦争が終わるまで誠実に従軍した。彼等には逃亡する機会もあったが、そうはせずに南部とフォレストに忠実で有り続けることを選んだ。フォレストが指揮した部隊の中には自分の護衛中隊（「特殊部隊」）がおり、最良の兵士で構成されていた。この部隊は40名から90名と人数は時期によって変わったが、常に騎兵部隊のエリートだった。この選抜された兵士のうち8名は黒人兵士であり、全員が戦争を通じて勇敢にかつ立派に戦った。全員が少なくとも2挺の拳銃と1挺のライフル銃を装備し、大半は鞍のホルスターにさらに追加の2挺の拳銃も入れていた。戦争が終わり、フォレストの騎兵隊が1865年5月に降伏したとき、点呼名簿には65名の黒人騎兵がいた。フォレストは自分に仕えた兵士の中で、黒人部隊のことを「戦うことの無かった優秀な南軍」と称した。

#### 騎兵指揮官
フォレストは1862年2月のドネルソン砦の戦いで頭角を現した。フォレストの騎兵隊が北軍の砲兵隊を捕捉し、続いてユリシーズ・グラント少将が指揮する包囲軍を突破した。フォレストは4,000名近い部隊を集合させこれを率いて川を渡った。数日後、ナッシュビルの陥落が差し迫ったときに、フォレストが防衛の指揮を執り、数百万ドルの価値がある軍需工場の重機械類と、政府要人の脱出を手引きした。
1ヵ月後、フォレストはシャイローの戦い（1862年4月6日-7日）に参加したが、南軍は破れ、撤退する南軍の殿を務めた。シャーマン将軍率いる先行偵察部隊に発見されたときに、フォレストは近くに他の部隊もない状況で、北軍の真っ只中で銃弾が尽きたため、サーベルを抜いて北軍の敵兵部隊を突破した。北軍の歩兵のライフルで脇腹を負傷し、フォレストはシャイローの戦いで最後に負傷した男と言われることになった。
初夏までに、フォレストは緑の騎兵連隊からなる新しい1個旅団を指揮した。7月、騎兵襲撃を掛けるという命令の下に、その部隊を連れてテネシー州中部に移動した。7月13日、その部隊は第一次マーフリーズバラの戦いに参戦し、フォレストがこの戦闘を勝利に導いたと言われている。
北軍指揮官の報告書では次のようになっている。
| 「 | 私の宿営地を攻撃した部隊はウォートン大佐の第1連隊テキサスレンジャーズ（第8テキサス騎兵隊、テリーのテキサスレンジャーズ）、モリソン大佐の第1ジョージアレンジャーズの1個大隊、および多数のラザフォード郡市民であり、その多くは最近アメリカ合衆国に対して忠誠を誓ったばかりだった。テキサスとジョージアの部隊には多くの黒人兵も配備されており、武器を持ち装備もしており、その日の我が軍との幾度かの戦闘に参加した。 | 」 |

フォレストはこの戦争中、滅多に騎兵戦で負けることは無かったが、上官であるテネシー軍指揮官ブラクストン・ブラッグとは折り合いが悪かった。アメリカ連合国大統領ジェファーソン・デイヴィスとロバート・E・リー将軍は戦後に、南軍の作戦司令部はフォレストの才能を適切に使うことを誤った、と記している。
フォレストは1862年7月に准将に昇進し、南軍の騎兵旅団の指揮を任された。戦闘にあっては、攻撃的な戦術を採り、素早く騎兵を展開させ、しばしば馬を下りて戦わせた。基本的には敵の側面に回りこみ、後方との連携を遮断した。
1862年12月、フォレストの古参騎兵隊が、フォレストの抗議にも拘らず、ブラッグによって他の士官の指揮下に移された。フォレストは新しい約2,000名の新兵からなる旅団を集めなければならず、しかもその大半は武器も無かった。ブラッグは、今度はテネシー州西部に侵入し、ビックスバーグ市を脅かしているグラント指揮下の北軍通信線を遮断する任務を与えた。
フォレストは未熟な部隊を敵前線の背後に送ることは自殺行為だと抗議したが、ブラッグは譲らず、フォレストが命令に従った。その作戦で、フォレストは再びその優れた才能を示し、テネシー州西部の何千もの北軍兵を撹乱し「ガチョウの追いかけっこ」（得られぬものを追い求めること）をさせた。フォレストは所在を掴まれるほど1箇所に長く留まることは無く、遠く北のケンタッキー州南西部のオハイオ川岸まで襲撃し、出発した時よりも多くの兵士を連れてミシシッピ州の基地に戻ってきた。作戦前はろくに武装も揃っていなかった部隊は、鹵獲した北軍の武器で武装を整えていた。その結果、グラントはビックスバーグ方面作戦の戦略を修正し、かなり遅らせることを強いられた。
フォレストは1863年4月まで小規模の作戦で部隊を指揮し続けた。南軍は、北軍のアベル・ストレート大佐が指揮する30,000名の騎兵隊の攻撃に対処するため、フォレストをアラバマ州北部とジョージア州西部の奥地に派遣した。ストレートはテネシー州チャタヌーガの南にある南軍の鉄道を遮断し、ブラッグ率いる部隊の補給線を断ってジョージア州まで撤退させるという命令を受けていた。フォレストは16日間ストレート隊を追い続け、行く先々で散発的な攻撃をかけた。ストレートの部隊はフォレスト隊の攻撃への対処に拘束された。5月3日、フォレストはアラバマ州シーダーブラフの東でストレート隊に追いついた。フォレスト隊の方が少数だったが、部下の兵士に丘の頂上周りを繰り返し行進させて大部隊のように見せかけ、疲弊したストレート隊の1,700名を降伏させ、捕虜とした。
チカマウガの戦い（1863年9月18日-20日）では主力軍の一部を務めた。撤退する北軍を追撃し数百名を捕虜にした。ブラッグの指揮下にあった他の幾つかの戦闘と同様に、即座に攻撃を続行して数週間前に陥落していたチャタヌーガを奪い返すよう提案したが、ブラッグには採用されなかった。フォレストは憤り、殺すと恫喝するほどの激しい対立の後、フォレストは再びミシシッピ州における独立部隊の指揮を割り当てられた。フォレストは1863年12月4日に少将に昇進した。

#### ピロー砦
1864年4月12日、フォレスト将軍はその部隊を率いてミシシッピ川沿いテネシー州ヘニングのピロー砦を攻撃し占領した。ピロー砦の戦いは、降伏したアフリカ系アメリカ人の北軍兵士の虐殺を、フォレストが指示したか、あるいは黙認したかについて大きな議論となった（#ピロー砦事件|後述）。
フォレストの部下は、北軍兵が武器を持ったまま逃亡し、逃げながら銃撃してきたので、南軍兵は防衛のために射撃せざるを得なかったと主張した。北軍の軍旗は依然として砦の上に翻っており、そのことはその部隊が正式には降伏していなかったことを示していた。当時の新聞に載ったテネシー州ジャクソンの者の証言は、「フォレスト将軍が彼等に降伏を懇願した」が、「降伏の最初の兆候も示されてはいなかった」としていた。同様な証言が当時の多くの南部の新聞紙上で報じられた。
しかし、これらの虐殺否定証言は、現場に居た南軍兵士の手紙にあった証言とは食い違っていた。第20テネシー騎兵隊の兵士アキレス・クラークは、戦闘後直ぐに妹に当てた手紙で次のように書いていた。
| 「 | 大虐殺は恐ろしかった。言葉ではその場の情景を言い表せない。みすぼらしい騙された黒人が我々の部隊のところに走ってきて跪き、両手を挙げて慈悲を乞うたが、立ち上がるように命令され、続いて撃たれた。私は他の数人と共に虐殺を止めさせようとした。一度は部分的に成功したがフォレスト将軍が犬の様に撃ち殺すことを命令し、大虐殺が続いた。最終的に我が軍の兵士が血に酔ってしまい、銃撃は終わった。 | 」 |

このような食い違う証言に直面し、連邦議会はフォレストを戦闘における戦争犯罪の罪で告発したが、最終的には無罪とした。

#### ブライス交差点
フォレストは1864年6月10日に最大の勝利を挙げた。ブライス交差点の戦いで南軍3,500名が北軍サミュエル・D・スタージス少将の8,500名と衝突し、フォレスト軍の機動性と高度な戦術により勝利した。これでテネシー州南西部やミシシッピ州北部の広い範囲から北軍を一掃した。フォレストが北軍の物資や砦を破壊するのを妨げるため、スタージス率いる追跡軍が派遣され、フォレストは撃退のために攻撃配置についた。スタージス軍が交差点に差し掛かったとき、フォレストの騎兵隊に奇襲され、スタージスは歩兵部隊に前線に出て騎兵に反撃するよう命じたが、歩兵達は疲れ切っており、直ぐに打ち破られて撤退に追い込まれた。フォレストは撤退する部隊を追って総攻撃を掛けさせ、大砲16門、荷車176両および小火器1,500挺を捕獲した。戦闘全体で、フォレスト軍の損失は96名が戦死、396名が負傷となった。しかし、この日の北軍は遥かに損失が大きく、223名が戦死、394名が負傷、1,623名が不明となり、特にスタージスの配下にあった黒人連隊には大きな打撃となった。慌てて撤退する中で、スタージス軍の兵は「ピロー砦を思い出せ（リメンバー・フォート・ピロー）」と刻まれたバッジを外し、追撃する南軍の目に留まらないようにしたという。

#### 戦争の終結
1ヵ月後、フォレストはトゥーペロの戦いで、初めて大きな戦術的敗北を喫した。北軍のウィリアム・シャーマン少将は補給線を維持すべく、アンドリュー・J・スミス少将指揮下の部隊をフォレスト軍への対応に派遣した。北軍はフォレスト軍を戦場から駆逐したが、フォレスト軍は撤退に追い込まれはしたものの、壊滅までには至らなかった。フォレストは戦争の残り期間西部戦線で北軍への対抗を続けた。
フォレストはその年の夏と秋に幾つかの襲撃を率いた。1864年8月には北軍が確保していたメンフィス中心街への有名な襲撃（第二次メンフィスの戦い）、10月3日にはテネシー州ジョンソンビルにあった北軍の物資補給庫への襲撃があり、北軍に数百万ドルの損害を与えた。12月、南軍のテネシー軍と行動を共にし、フランクリン・ナッシュビル方面作戦の悲惨な結果になった。フォレストは再び上官と言い争った。新任（かつ最後）のテネシー軍指揮官ジョン・ベル・フッドに、第二次フランクリンの戦いの間に川を渉って北軍ジョン・マカリスター・スコフィールド少将軍の退路を遮断する許可を求めた時のことだった（この案は結局実行されたが失敗した）。フッドは、フランクリンでの大敗北の後でもナッシュビルに向けた進軍を続け、一方フォレストはマーフリーズバラに対する攻撃を率いた。12月5日、マーフリーズバラ近くで北軍と対峙し、完璧に打ち破られた（第三次マーフリーズバラの戦い）。フッドのテネシー軍がナッシュビルの戦いでほぼ壊滅した後で、フォレストは残った部隊の逃走を助ける一連の戦いで南軍の殿を指揮し、再び傑出した功績を挙げた。このことで、中将への昇進を果たした。
1865年、フォレストはウィルソンの襲撃に対抗してアラバマ州を守ろうとしたが不成功に終わった。敵のジェイムズ・H・ウィルソン准将が戦闘でフォレスト軍を破った。リーが降伏したという報せが届いたとき、フォレストも降伏を選んだ。1865年5月9日、アラバマ州ゲインズビルで、部下に向かって別れの挨拶を行った 。
南北戦争の4年間で、通説ではフォレストが乗っていた馬は30頭が戦死し、フォレスト自身は31名を殺したと言われている。「最後には自分が最前線で馬の役割を果たしていた」とフォレストは語った。

#### フォレストの別れの挨拶（1865年5月9日）
以下の文は、フォレストが部下を前に行った別れの挨拶の抜粋である。戦後の困難さについて理解していることも覗える。

#### 戦いと昇進の記録
- 兵卒として入隊、1861年7月（テネシーライフル銃騎兵連隊、"E"中隊）
- 中佐任官、1861年10月（第7テネシー騎兵隊結成）
- 大佐昇進、1862年2月、ドネルソン砦の戦い
- 負傷、1862年4月、シャイローの戦い
- 准将昇進、1862年7月21日、第3テネシー騎兵隊
- 第一次マーフリーズバラの戦い、1862年7月
- テネシー州、ケンタッキー州およびミシシッピ州における襲撃、1862年秋-1863年春
- デイズギャップの戦い、1863年4月-5月
- チカマウガの戦い、1863年9月
- 少将昇進、1863年12月4日
- パデューカの戦い、1864年3月
- ピロー砦の戦い、1864年4月
- ブライス交差点の戦い、1864年6月
- トゥーペロの戦い、1864年7月14日-15日
- テネシー州における襲撃、1864年8月-10月
- スプリングヒルの戦い、1864年11月29日
- 第二次フランクリンの戦い、1864年11月30日
- 第三次マーフリーズバラの戦い、1864年12月5日-7日
- ナッシュビルの戦い、1864年12月15日ー16日
- 中将昇進、1865年2月28日
- 部隊に対する別れの挨拶、1865年5月

### 戦後
まず唐突ではあるがフォレストに対する評価の一つとして呼んでもらいたいのだが、VICEの取材によれば現在のクー・クラックス・クランの創始者とされるフォレストだがその1年以上前にクランはあったとされる他、イメージ的にフォレストは黒人を差別している人物のようだが実際は黒人の権利を支持していたとされている（1875年には黒人が弁護士になる権利を強く世間に訴えたりするなど黒人に平等な権利を与えようとしていたことがわかるエピソードがある）。
戦後、フォレストはテネシー州メンフィスで、ミシシッピ川の岸に家を立てて住んだ。奴隷制が廃止されたので、元奴隷貿易業者は財政的に大きな挫折を味わっていた。後にアラバマ州セルマに本拠を置くマリオン・アンド・メンフィス鉄道で仕事を見つけ、最終的には社長になった。戦中のような鉄道の発展には成功せず、その経営中に会社は破産した。
フォレストはクランの運動に関わるようになったが、公式には参加を否定した。クランとその目標が「真の」南部指導者層を復権させることだと分かると、「それは良いことだ。途方も無く良いことだ。それを使ってニガー（黒人）をそのあるべき場所に留めておくことができる」と言ったと伝えられている（歴史家達はこの引用が本物かについて同意していない）。1867年、ナッシュビルでのクー・クラックス・クラン集会で代議員達はフォレストを組織の名誉グランド・ウィザードすなわち総司令に指名した。
1868年にシンシナティの新聞によるインタビューに答えて、クランは南部州に55万人の会員がいると主張した。彼はクランに同調しており、自分で数千人を集めることができると言った。
このインタビューで、フォレストはクランのことを「防衛的政治軍事組織...会員はアメリカ合衆国政府を認めると誓った。...その当初の目的はロイヤル・リーグやグランドアーミー・オブ・ザ・レパブリックに対する防衛だ。...」と表現した。しかし、歴史家達はクランをある種のゲリラ集団、敗北による権力の変化を受け入れることを拒み、南北戦争を別の手段で継続しようという暴徒だと分類した。
クランはフォレストの名前を新人勧誘に使った。1869年、フォレストは激しさを増す暴力戦術に同意せず、クランに解体を命じた。「当初の栄誉あるまた愛国的目的から外れ、大衆の安寧に貢献するよりも有害になっている」と述べた。
1871年のクランの活動に関する連邦議会の調査では、フォレストのクランに対する関与はそれを解体させることに限定されていると、委員会が結論付けた。フォレストがクランを設立したとか率いたという証拠はないと結論が出た。
1870年代初期にマリオン・アンド・メンフィス鉄道失敗の結果として、破産に近かったフォレストはミシシッピ川にあるプレジデント島で囚人農園を運営して最後の日々を過ごした。1873年の恐慌で国中が財政的失墜状態にあった。フォレストの健康状態は着実に減退していた。フォレストとその妻は、そのプランテーションから移動させた丸太小屋に住んだ。
1875年7月5日、その会員が解放奴隷である公民権集団、インデペンデント・オーダー・オブ・ポールベアラー協会に対して初めて演説する白人となった。その短い演説で、黒人は彼等の望むどの候補者にも投票する権利があり、黒人の役割は高められるべきと述べた。演説の最後で、ポールベアラー・メンフィス・アピール会員の一人の娘の頬にキスすることで締めくくり、彼の心に育ちつつあると思われた人種に関する開かれた心を示した。メンフィス・アピールの当時の記事には次のように報告された。
| 「 | 紳士淑女諸君、私は南部州における白人と有色人種の和解の記念品としてこの花を受ける。私は一人の有色淑女からこれが出てきたので更に特別に受ける。というのも、この神の大地で淑女を愛する人が居るとすれば、それは私自身だと信じるからだ（大きな拍手と笑い）。私は、私が悪いことをしていると考えている何人かの白人の冷やかしを受けてここに来た。私は何らかの影響を与えることができると信じており、兄弟のような関係を強化することで人々を大いに援助できるし、誰をも落ち込ませないあらゆる人を高めるために私の全ての力を尽くすだろう（拍手）。 私はあなた達が法律事務所、店舗、農園、その他行くことのできるどこでも、仕事につけるよう高めていきたい。今日政治について言うことは何も無かった。政治について何かを言う提案もしなかった。あなた達は望ましいと思う人を選ぶ権利があり、最善と考える人に投票し、それがなされた時は、あなた達と私が自由人だと考える。役職者にあう人々を選ぶときにあなた達の権利と正直であることを考えて行いなさい。私はあなた達にそうするように言われて招かれたが、ここで長い演説を行うために来たのではない。私は演説が得意ではないし、仕事で準備もできなかった。私は友人としてあなた達に会うために来たのであり、白人達にあなた達を迎えるためにきた。私達の近くに来て欲しい。私があなた達に奉仕できるなら、私がそうしよう。我々には一つの旗、一つの国しかない。共に立ち上がろう。我々は肌の色は異なるが、感情までは変わらない。私について多くの事が言われてきたがそれは間違っている。戦争を通して私の側にいる、ここにいる白人と黒人で何が矛盾するだろうか。働きに行け、勤勉であれ、正直に生き誠実に行動せよ、貴方が虐げられることがあれば私が貴方の解放にくるだろう。有難う紳士淑女諸君、あなた達と共にいる機会を与えてくれたことに対して。私は心からまた手を携えてあなた達と共にいることを保障する（拍手鳴りやまず）。 | 」 |

フォレストは再度花束のお礼をルイス嬢に述べると直ぐに、その頬にキスした。このようなキスは1875年当時の社会では聞いたこともなかったが、一般社会と黒人社会の間の尊敬と友好の印とされ、メンフィス市民の調和を促進することに貢献した。フォレストは1877年10月にメンフィスで死んだ。糖尿病の急性合併症によるものとされている。

### 埋葬
メンフィスのエルムウッド墓地に埋葬された。1904年、その遺骸は、フォレストに因んで名付けられたメンフィス市民公園であるフォレスト公園に移葬された。現在でもフォレストは偉大な騎兵司令官としての評価と、死後も拭い切れない人種主義者としての批判が混在する状態にあり、既に決別したKKKの各団体から未だに精神的指導者として掲げられている事が問題を複雑にしている。2005年、テネシー州シェルビー郡の理事、ウォルター・ベイリーはフォレストの墓の上にある像を動かし、フォレスト公園を改名する努力を始めた。メンフィス市の黒人市長ウィリー・ヘレントンはその移動を止めた。
バラク・オバマ大統領当選後に人種問題が再燃すると、2014年にフォレストを「第二のヒトラー」と呼ぶ黒人運動家達によるフォレスト公園の改名運動が再び発生した。近年勢力を回復させているKKKの側も騒動を聞き付けて現地に乗り込み、対抗して黒人系のカラーギャングも同盟を結んで大集会を開くなど現地は騒然となった。両者は共にフォレストがKKKの創設者で人種主義者であるという根本的な誤解を抱えたまま対立しており、歴史教育の不十分さが指摘されている。最終的に公園の名前は変更されたが、フォレストの遺体は安置が続けられる事となった。

## 死後の遺産

### フォレストの戦術の影響
フォレストは20世紀には当たり前になった「機動戦」のドクトリンを掴んだ初期の人物である。その戦略で至上のものは、フォレストが実際に幾度も行った通り、馬を潰れるほど追い込んででも素早く移動することである。著名な南北戦争研究者であるブルース・キャットンは次のように記した。
| 「 | フォレストは...その騎兵を現代の将軍が機動的な歩兵を用いるように使った。彼は素早い移動を行うために馬を好み、その騎兵は歩兵が動くよりも遥かに早く目的地に到達できた。しかし戦場に着いたときは通常馬を木に繋いで徒歩で歩兵と同様に戦った。フォレストがその戦略の基本を「兵士の大半と共に早く到達すること」(to git thar fust with the most men)と言ったのは理由のないことではない。 | 」 |

フォレストは、その戦略を「最大勢力で最大速度で到達すること」(git thar fustest with the mostest)と言ったと誤って引用されることがあるが、この引用はヨーロッパでの関心の高まりに応じるため、興味をかきたてるために書かれた1917年の「ニューヨーク・タイムズ」の記事で初めて現れた。ブルース・キャットンは次のように記した。
| 「 | いかなる状況下でもフォレストが「最大速度」と「最大勢力」と言ったと引用するのは誤りである。彼はそのような発言は行っていないし、研究者ならば、彼がそのような発言をしたと想像もしない。 | 」 |

フォレストは機動的騎兵配置に適用したように「機動」戦術を早くから使ったことでも良く知られるようになった。彼は常に素早い動きの襲撃で敵に牽制を行い、北軍の側面に回りこんでは、鉄道を破壊し電線を切断することで、補給先や敵の通信網を妨害することを求めた。フォレストのインフラ攻撃に、ユリシーズ・グラントは激怒したと伝えられている。
軍事学上、フォレストの騎兵展開と素早い一撃離脱戦術への新しい分析が行われ、どちらも現代の機械化時代における機動戦術に影響を与えたとされている。パデューカの戦いに関する報告書では、フォレストがわずか50時間で2,500名の騎兵を100マイル (160 km) 移動させたという。
フォレストの最も有名な発言は次のものである。
| 「 | 戦争は戦いであり、戦いは殺すことである。 | 」 |

### 記念物

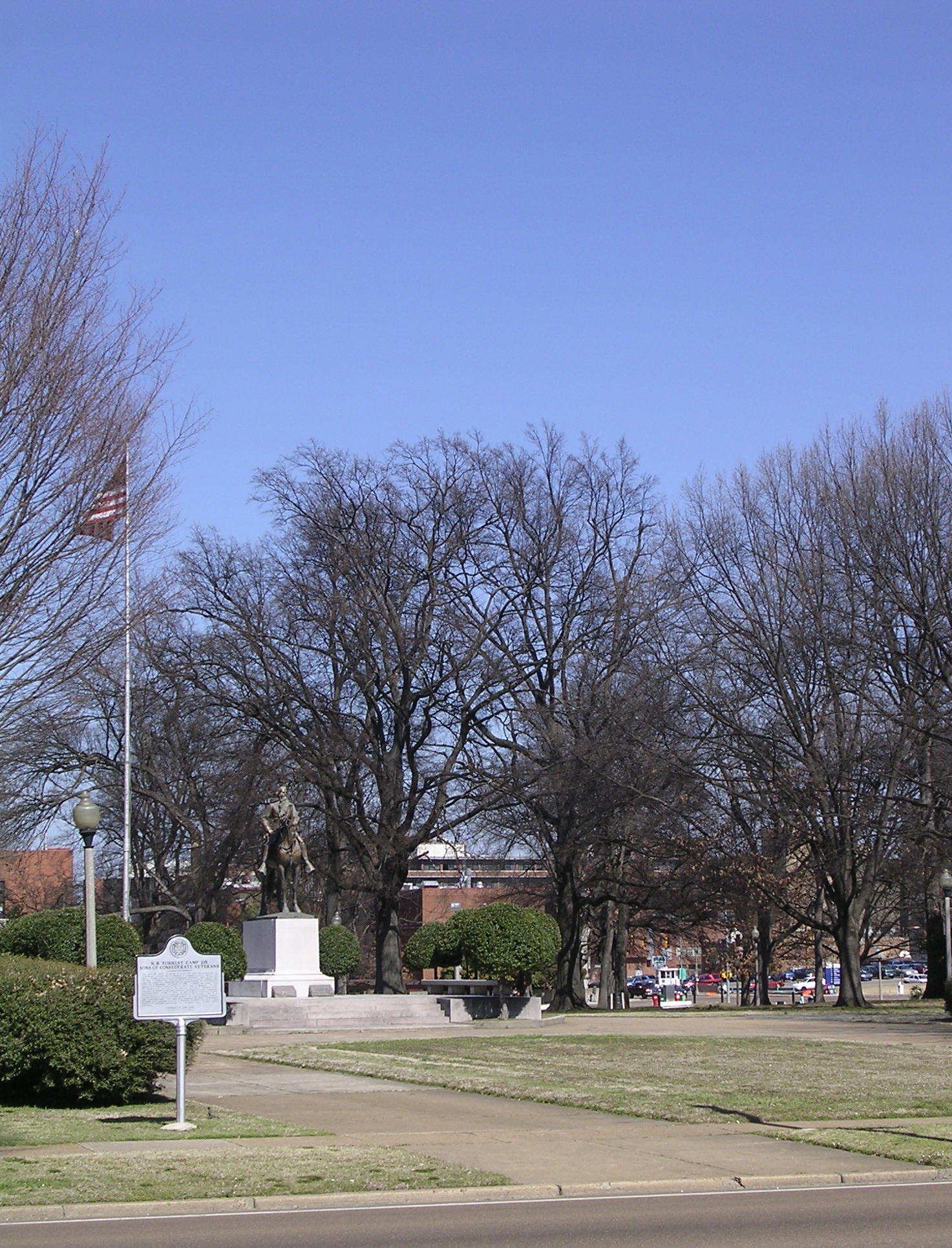
ケンタッキー州メンフィスにあるネイサン・ベッドフォード・フォレスト公園

- テネシー州では多くの記念碑がフォレストに捧げられている。
  - フォレストの生誕地チャペルヒルとキャムデンに近いネイサン・ベッドフォード・フォレスト州立公園には、記念碑としてオベリスクが建てられている。
  - メンフィスのネイサン・ベッドフォード・フォレスト公園にはフォレスト将軍の像が建てられた。
  - ジェイン・バクセンデイルによる胸像はナッシュビルの州会議事堂に置かれているが、取り払われそうになったことがある[30]。
  - タラホーマにある第二次世界大戦時のキャンプ・フォレストはフォレストに因んで名付けられた。そこは現在、アーノルド技術開発センターの場所となっている。
  - ナッシュビルの南には、大きいが奇妙なフォレストの騎馬像がある。彼の顔はおかしな怒鳴るような表情であり、大きすぎる銀の体が小さすぎる青銅の馬の上に座っている。フォレストを中傷する人も称賛する人も、この演出をひどく嫌っており、2002年に誰かがこれを狙撃したと報じられた。
  - テネシー州にはネイサン・ベッドフォード・フォレストに結び付けられる32の歴史的標識があり、この数はテネシー州出身の3人の大統領（アンドリュー・ジャクソン、ジェームズ・ポークおよびアンドリュー・ジョンソン）に捧げられたものの数よりも多い。
  - テネシー州議会はフォレストの誕生日7月13日を「ネイサン・ベッドフォード・フォレストの日」に制定した[31]。
  - チャペルヒルにはフォレストの名前を冠した高校がある。
  - ミドルテネシー州立大学では予備役将校訓練課程の建物がフォレストに因んで名付けられている。この建物の名前が近年議論を呼ぶようになってきた。

- アラバマ州セルマにあるオールドライブ・オーク墓地のフォレストの碑には、
「セルマの防御者、サドルの魔術師、野育ちの天才、最初にして最大。この碑はネイサン・ベッドフォード・フォレスト中将、南軍、1821年-1877年、南部の素晴らしい英雄の一人に我々の永遠の愛情と尊敬の印として立つ。アメリカ連合国大アラバマ州セルマをフォレスト将軍が揺るぎなく守った栄誉を称え、この碑を捧げる。DEO VINDICE 」
と書かれている。アメリカ連合国の弾薬庫としてセルマは南部の弾薬の大半を供給した。
- フロリダ州ジャクソンビルにはフォレストの名前を冠した高校がある。
- アーカンソー州フォレスト市はフォレストに因んで名付けられ、私立の12年制学校が1870年代に運営されていた。ネイサン・ベッドフォード・フォレスト・アカデミーと名付けられたこの学校は、入学者の減少と財政的赤字のために1981年に閉鎖された。
- ミシシッピ州フォレスト郡も1908年にフォレストに因んで名付けられた。

### 子孫
フォレストの曾孫ネイサン・ベッドフォード・フォレスト3世は軍人として経歴を積み、初めは騎兵、続いて航空兵となり、第二次世界大戦中にアメリカ陸軍航空軍の准将になった。1943年6月13日、 ネイサン・ベッドフォード・フォレスト3世はドイツへの爆撃に参加した際に戦死し、第二次世界大戦で戦死したアメリカの最初の将軍になった。その乗員が逃げ出したときもB-17爆撃機を制御して留まっていたことに対し、その家族は陸軍殊勲十字章（名誉勲章の次）を受けた。爆撃機はフォレストが逃げ出す前に爆発した。悲惨なことに、ドイツ空海救助隊が到着した時には、凍える海でわずか1人の乗員が生き残っていただけだった。ネイサン・ベッドフォード・フォレスト3世には子供がいなかったため、3世を最後に直系男子の家系は途絶えている。

### 大衆文化の中で
- ケン・バーンズによるPBSのドキュメンタリー「南北戦争」で、歴史家シェルビー・フットは、「南北戦争が2人の正真正銘の天才を生んだ。エイブラハム・リンカーンとネイサン・ベッドフォード・フォレストだ」と語った。
- 1994年の映画『フォレスト・ガンプ』では、トム・ハンクスが演じる主人公が先祖のネイサン・ベッドフォード・フォレスト将軍に因んで名付けられたと語る。その低い知能指数のために、彼はクランが人種差別集団であることを知らず、「クラブ」は馬に乗り、「幽霊のような衣装を着ける」ところとなる。彼は続けて人々が「意味をなさない」ことをできると思い出させるために呼ばれてきたと説明する。
- 1967年の独立系映画『イン・ザ・ウッズ』では、ネイサン・ベッドフォード・フォレストの幽霊が現れ、「クー・クラックス・クランを設立して幸福だ」と言う。ハリイ・タートルダヴのもう一つの歴史、科学空想小説の『南部の大砲』では、フォレストが1867年のアメリカ連合国大統領選挙に出馬する。ジョン・グリシャムはその著書『ザ・サモンズ』でフォレストに言及している。
- バンド、ラムチョップの歌『国と西洋文明の衰退と凋落』は次の歌詞で始まる。「私はネイサン・ベッドフォード・フォレストを憎む。彼は悪魔のコーラスで登場する芸術家だ」

### ピロー砦事件
1877年10月30日、「ニューヨーク・タイムズ」は、「南軍の偉大な騎兵士官、ベッドフォード・フォレスト将軍が、弟のジェシー・フォレスト大佐の家で、今夕7時半に死んだ」と報じた。
しかし、「ザ・タイムズ」は「フォレストが過去のことになったのは、軍事的な勝利のためではなかった」とも報じた。
| 「 | 彼の名前が永遠に不可分に結び付けられるのは、文明化した戦いを汚した最も残忍で冷血な虐殺の一つに関連してだ。「ピロー砦のフォレスト」はその行為が彼に贈る表題であり、それによって彼は現代の世代にも記憶され、それによって彼は過去の者になる。虐殺は1864年4月12日に起こった。ピロー砦はメンフィスの上流65マイル (104 km)にあり、その占領はフォレストの世に知られたテネシー州襲撃の間に実行された。当時、テネシー州は事実上北軍の支配下にあった。... 3月遅く、（フォレストは）テネシー州に入り、その行軍経路は最も冷血な性格のままに、激しい憤りと残忍さで特徴付けられた。彼は行く先にある小さな守備陣地の大半を占領し、それぞれ守備兵に対して、彼が陣地を強襲した場合は如何なる慈悲も与えないと脅して、降伏を勧奨した。4月12日、彼はピロー砦の前に現れた。この砦は500名の部隊で守られており、そのおよそ半分が黒人だった。フォレスト軍は約5,000名から6,000名だった。彼の最初の攻撃は完璧な急襲であり、守備隊の指揮官は戦闘の初期に戦死した。しかし守備隊は勇敢に戦い、2時になっても敵は物理的な優位を得られなかった。フォレストは休戦の旗を送り、無条件降伏を要求した。短い相談の後で、指揮を引き継いでいたブラッドフォード少佐が、降伏を拒否する言葉を伝えた。即座に攻撃のラッパが吹かれた。敵は砦から100ヤード (90 m)に迫っており、ラッパの音で叫びながら防壁に突進した。守備兵は恐怖に捉われ、兵士は武器を投げ捨てて、川の方に逃げ場を求め、近くの峡谷、丸太、藪、樹木、更に実際に身を隠せる所なら何処でも隠れた。それは無駄だった。占領された砦とその近辺は人間の修羅場になった。 フォレストは自隊の損失が戦死20名、負傷60名と報告した。また攻撃の夜に北軍兵228名の遺体を埋めたとも述べている。このことに対して彼は、ピロー砦の占領が「流血の多い勝利であり、卑劣なヤンキーの記者によって虐殺に作られただけだ」と主張した。虐殺の報せは国中に恐怖と怒りの発作を起こさせた。 | 」 |

この北部の新聞の死亡記事で次のようにも述べた。
| 「 | 戦争以降、フォレストはメンフィスに住み、主たる仕事はピロー砦事件の言い逃れをするのに費やされたと見られる。彼はそれについて幾通かの手紙を書き、それを出版し、公衆の前で行う演説でも常にそれについて何かを語った。彼はあたかも染み付いた血の染みを拭い去ろうとしているかのように見えた。 | 」 |

ピロー砦で起こったことについて矛盾する報告がある。262名いた北軍の有色人兵のうち90名のみがこの戦闘を生き延びた。損失は砦の白人守備兵でも高く、約500名のうち205名だけが生き延びた。ベッドフォードの南軍は、捕まえた兵士にたいする残虐行為で告発された。ある者は生きたまま焼かれたとも主張された。
フォレストの兵士は北軍の傷ついた兵士が中にいる兵舎に火を着けたとされた。北軍ダニエル・ヴァン・ホーン中尉の報告書では、この行動が北軍のジョン・D・ヒル中尉によって齎された命令によっていたと言った。ヴァン・ホーンは「砦の降伏は無かった。士官も兵士も降伏や慈悲を求めることを決してしないと宣言していた」とも報告した。
これらの主張は、南軍の兵士がその家族に宛てて書かれた手紙の内容と全く矛盾しており、そこには南軍兵士の一部による無慈悲な残忍さが書かれていた。
敵意が終息した後で、フォレストはアメリカ海軍の蒸気船シルバークラウド号に北軍黒人兵のうち最も重傷の者14名を運ばせた。黒人兵のうち39名の捕虜を上層部に送った。